# Meticil·lina
La meticil·lina és un antibiòtic β-lactàmic de baix espectre de la classe de les penicil·lines.

## Història
La meticil·lina va ser desenvolupada per la companyia Beecham el 1959. S'utilitzava per a tractar infeccions causades per bacteris gram positius susceptibles. En particular, es feia servir contra organismes productors de β-lactamases com l'Staphylococcus aureus, ja que són resistents a la majoria de penicil·lines.
Avui en dia, el paper terapèutic de la meticil·lina ha estat àmpliament reemplaçat per la flucloxacil·lina i la dicloxacil·lina, i la meticil·lina ja no es fa servir clínicament. Així i tot, el terme "Staphylococcus aureus resistent a la meticil·lina" se continua usant per a descriure les soques de Staphylococcus aureus resistents a totes les penicil·lines.

## Mecanisme d'acció
Com la resta d'antibiòtics β-lactàmics, la meticil·lina actua inhibint la síntesi de la paret cel·lular bacteriana. Concretament, interfereix en l'entrecreuament de les cadenes lineals de peptidoglicà. Aquesta inhibició es deu a la unió de la meticil·lina amb la transpeptidasa, l'enzim que utilitzen els bacteris per a dur a terme l'entrecreuament del pèptid D-alanil-alanina del peptidoglicà. La meticil·lina, com la resta d'antibiòtics β-lactàmics, és un anàleg estructural de la D-alanil-alanina.